# شينامي نيشيمورا
شينامي نيشيمورا (باليابانية: 西村 ちなみ) مواليد 18 نوفمبر 1970 في تشيبا، هي مؤدية أصوات يابانية.

## أعمال
- هواء
- بليتش
- جنية الثلج الصغيرة سكر
- بوكيمون
- فتيات القوة

## وصلات خارجية
- شينامي نيشيمورا على موقع IMDb (الإنجليزية)
- شينامي نيشيمورا على موقع ميوزك برينز (الإنجليزية)
- شينامي نيشيمورا على موقع قاعدة بيانات الفيلم (الإنجليزية)
- شينامي نيشيمورا على موقع ANN person (الإنجليزية)